# Anthrenus verbasci
Espèce
Anthrenus verbasci, l'anthrène du bouillon blanc ou anthrène bigarré des tapis, est une espèce de coléoptères de la famille des Dermestidae, sous-famille des Megatominae, tribu des Anthrenini et du genre Anthrenus. Considérée comme très nuisible à l'homme, la larve se nourrit de fibres naturelles, et ravage vêtements, meubles, livres...
Sa larve est de type « chenille oursonne » ; d'une pilosité abondante, elle rappelle celles de l'Écaille martre (Arctia caja) et d'autres lépidoptères de la sous-famille des Arctiinae.
Il est le premier insecte pour qui fut démontré le rythme circadien annuel, ce qui fait de lui un sujet d'étude typique de rythme circannuel chez les animaux.

## Description
Les larves d'A. verbasci ont une taille généralement comprise entre 4 et 5 mm. Le corps est coloré suivant un motif de bandes alternant des nuances de brun clair et foncé. Le corps est plus large à l'arrière et s'étoffe de trois paires de touffes de soies utilisées comme moyen de protection.
Les imagos ont une taille allant de 1,7 à 3,5 mm. Leurs élytres sont recouverts d'écailles de deux couleurs variant elles aussi sur des nuances de brun comme les chenilles. De nombreuses écailles proches du blanc sont concentrées dans la zone autour du pronotum. Les antennes comportent onze articles et se terminent par une massue en trois segments.

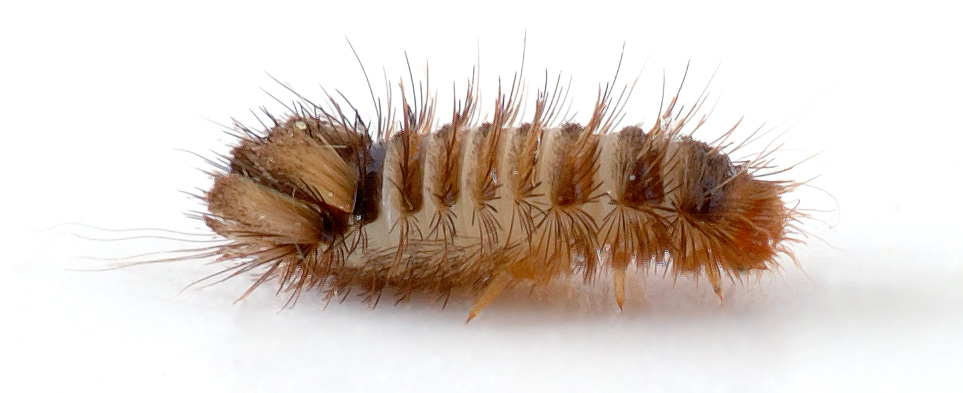
Larve d'Anthrenus verbasci (longueur : 4,6 mm)
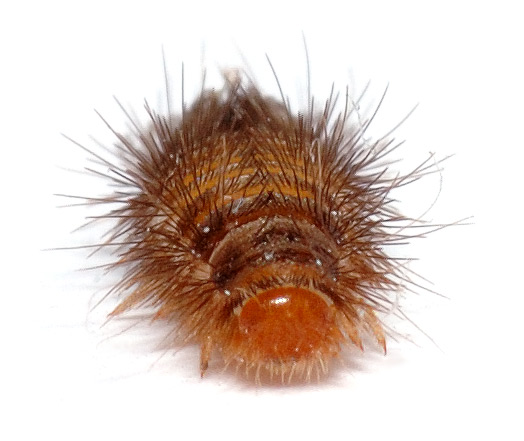
Larve d'Anthrenus verbasci (longueur : 4,6 mm)

## Biologie

### Cycle de vie
Le cycle de vie d'A. verbasci est plutôt inhabituel pour un insecte : il lui faut de un à trois ans pour passer de l'état de larve à celui d'adulte (selon les conditions environnementales).
Les œufs éclosent au printemps et au début de l'été, souvent près d'un nid d'oiseaux (dont ceux du moineau domestique et du martinet des maisons) ou dans les garde-robes. Les larves se nourrissent de fibres naturelles pendant tout leur développement, jusqu'à la diapause qui précède la pupaison. La durée de cette période de dormance dépend de facteurs environnementaux, dont le plus important est probablement le photopériodisme.
L'exuviation intervient entre fin mai et début août, permettant aux adultes fraîchement ailés d'aller se nourrir du pollen des plantes fleuries. Pendant cette période les adultes s'accouplent, pondent de nouveaux œufs et le cycle recommence.

### Prédateurs
Parmi les prédateurs naturels d’A. verbasci, l'un des plus étudiés est la guêpe parasitoïde Laelius pedatus. Lorsqu'une femelle de L. predatus rencontre une larve d’A. verbasci elle se pose sur sa face dorsale et plante son long ovipositeur dans le thorax de l'animal afin de le paralyser. Par réflexe la larve dresse ses dures soies défensives contre la guêpe. Les soies se détachent et restent fichées dans la guêpe subissant alors une quelconque forme d'irritation. Cette forme de défense semble pourtant inefficace car la plupart des attaques de L. predatus à l'encontre des larves d’A. verbasci sont abouties. Toutefois, l'espèce Anthrenus flavipes aux soies plus longues et se défendant de la même façon possède un taux de réussite nettement supérieur.
Si l'attaque de la guêpe réussit, la larve est paralysée de façon permanente et l'échange dure environ 40 secondes. Cette paralysie permet à la guêpe de retirer les éventuelles soies urticantes qu'elle aurait pu recevoir durant l'attaque. Elle peut attendre jusqu'à 24 heures avant de pondre ses œufs dans le corps de la victime. Pendant ce temps elle vérifiera souvent l'état de paralysie de la larve en la mordant et en étudiant sa réaction. Quand la guêpe a fini de retirer les soies de son propre corps elle pond entre deux et quatre œufs sur le corps de la larve. Les œufs éclosent entre trois et quatre jours plus tard et se nourrissent de leur hôte jusqu'à sa mort. Les larves de la guêpe s'enferment ensuite dans des cocons près du cadavre d’A. verbasci jusqu'à leur éclosion.

## Systématique
L'espèce Anthrenus verbasci a été décrite par le naturaliste suédois Carl von Linné en 1767.

## Anthrenus verbasciet l'Homme
Les larves d’A. verbasci sont considérées comme très nuisibles pour l'homme et son foyer. Les adultes pondent leurs œufs dans les conduits d'aération, les placards, sous les meubles ou les plinthes. Une fois écloses, et jusqu'à leur âge adulte, les larves se cachent dans des lieux sombres et tranquilles, se nourrissant de substances organiques. Les larves sont responsables de la destruction de nombreux biens, tels que meubles, vêtements, couvertures, fourrures et tapis. Les collections de spécimens biologiques, surtout d'insectes, sont également soumises à ce type de destruction, faisant d'A. verbasci un fléau redouté des musées, et parfois surnommé à bon escient « destructeur de musée ». Les infestations peuvent être empêchées grâce à un ménage régulier et le retrait de nids abandonnés d'insectes ou d'oiseaux près de la maison. Des signes clairs d'infestation sont entre autres les objets abîmés, les exuvies dans des lieux sombres et la présence de nombreux adultes près de fenêtres. La désinsectisation peut être réalisée à l'aide d'insecticides, de privation d'oxygène, du froid et de pièges à phéromones.